# Jekaterina Nikolajewna Golubewa
Jekaterina Nikolajewna Golubewa (russisch Екатерина Николаевна Голубева, auch bekannt unter Katia bzw. Katerina Golubeva; * 9. Oktober 1966 in Leningrad, Sowjetunion; † 14. August 2011 in Paris) war eine sowjetische bzw. russische Schauspielerin.

## Leben
Golubewa wurde vom litauischen Regisseur Šarūnas Bartas entdeckt, den sie in zweiter Ehe heiratete, und mit dem sie 1997 das Drehbuch von A House schrieb. Sie übernahm zunehmend Rollen im französischen Autorenfilm, insbesondere in Filmen von Claire Denis und ihrem späteren Lebensgefährten Leos Carax. Ihre letzte Rolle spielte sie in dem mehrfach ausgezeichneten Film Dom s baschenkoj der ukrainischen Regisseurin Eva Neymann, der erst 2012 nach ihrem Tod veröffentlicht wurde.
Im Alter von 44 Jahren verstarb Jekaterina Golubewa, Details über die Umstände ihres Todes wurden nicht bekannt gegeben. Die Beisetzung fand auf dem Pariser Friedhof Père-Lachaise statt. Sie war Mutter von drei Kindern, darunter aus der Ehe mit Šarūnas Bartas die Schauspielerin Ina Marija Bartaitė (1996–2021).

## Filmografie (Auswahl)
- 1985: Naučis tancevat / Научись танцевать
- 1987: Das Märchen vom verliebten Maler (Skaska pro wljublennowo maljara / Сказка про влюбленного маляра)
- 1991: Drei Tage (Trys dienos)
- 1994: Ich kann nicht schlafen (J’ai pas sommeil)
- 1995: Die Ankunft eines Zuges (Pribytije pojesda / Прибытие поезда)
- 1995: Der Korridor
- 1996: Few of Us
- 1996: Sur place
- 1997: Sans titre (Kurzfilm)
- 1997: The House (A casa)
- 1999: L’âme-sœur (Kurzfilm)
- 1999: Pola X (Pierre oder der Kampf mit der Sphinx Pierre ou les ambiguites)
- 2003: Twentynine Palms
- 2004: Der Feind in meinem Herzen (L’intrus)
- 2006: 977
- 2009: American Widow
- 2009: Serie in Schwarz (Suite noire; Fernsehserie, 1 Folge)
- 2012: House With a Turret (Dom s baschenkoy)